# Tecnologia rurale
La tecnologia rurale è un campo ampio che comprende l'applicazione di conoscenze scientifiche e ingegneristiche per lo sviluppo di soluzioni innovative per le aree rurali.
In generale, si concentra su tre obiettivi principali:
- Aumentare la produttività agricola: Tecniche di coltivazione e allevamento più efficienti e sostenibili, sistemi di irrigazione e gestione dell'acqua ottimizzati, meccanizzazione agricola e automazione
- Migliorare la qualità della vita nelle zone rurali: Accesso ad acqua potabile e servizi igienici, infrastrutture migliori, come strade, ponti e connessioni internet, sviluppo di energie rinnovabili
- Preservare l'ambiente rurale: agricoltura biologica e pratiche agricole sostenibili, gestione delle risorse naturali e tutela della biodiversità, riduzione dell'inquinamento agricolo

## Storia
La storia della tecnologia rurale è un viaggio che attraversa millenni di ingegno umano, intrecciato con lo sviluppo dell'agricoltura e la storia stessa dell'uomo.

### Storia antica

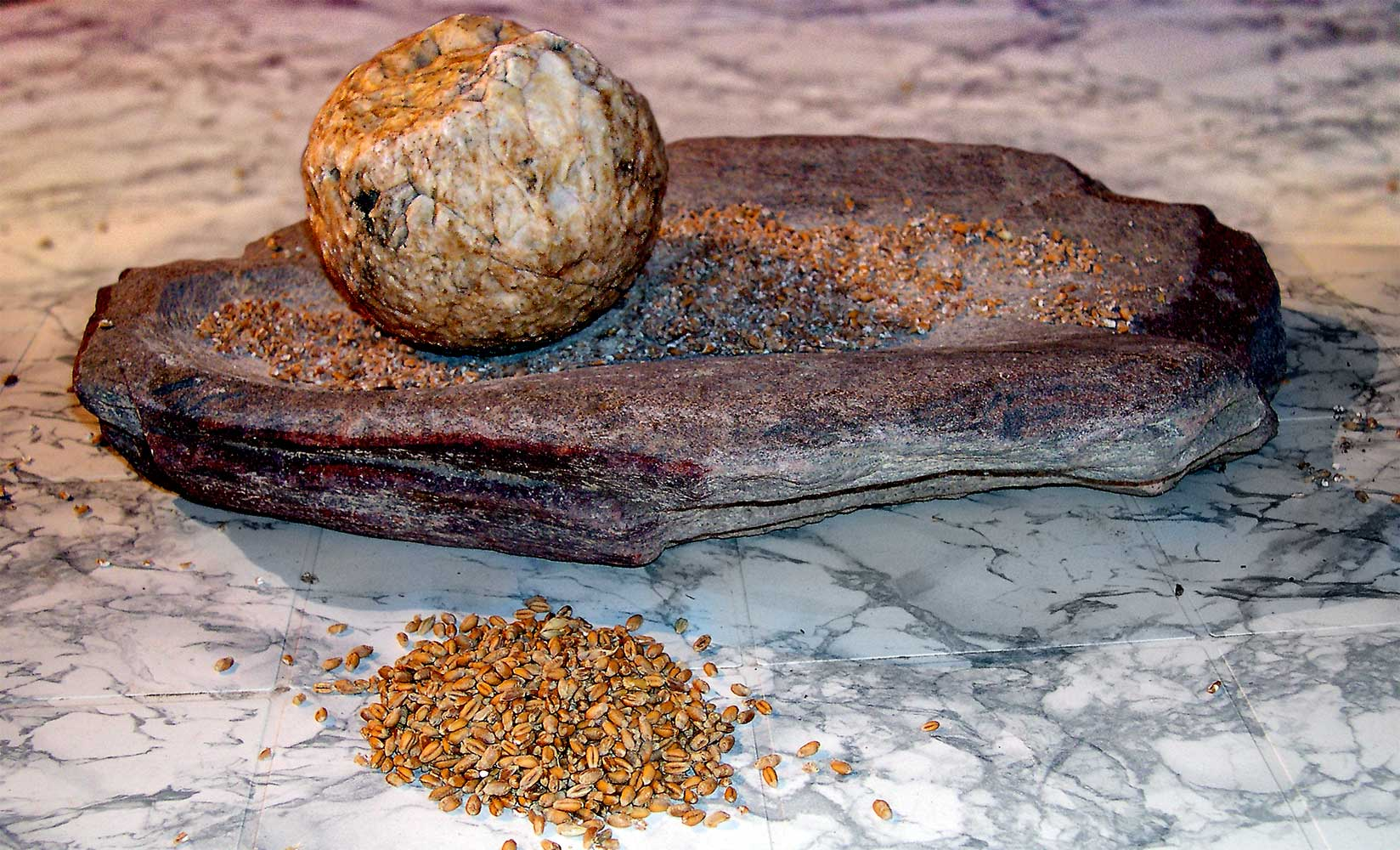
Pietra da macina neolitica per il grano

Fin dai tempi preistorici, l'uomo ha cercato di migliorare le proprie tecniche agricole per aumentare la produzione di cibo e sopravvivere.
Le prime tecnologie rurali:
- Attrezzi in pietra e legno: per dissodare il terreno, seminare e raccogliere i raccolti.
- Addomesticamento degli animali: per la fornitura di cibo, latte, pelli e lavoro.
- Sviluppo dell'irrigazione: per controllare la disponibilità di acqua per le colture.
- Selezione di colture e allevamento: per migliorare la resa e la resistenza a malattie e parassiti.

Le civiltà protagoniste della prima evoluzione:
- Mesopotamia: sviluppo di sistemi di irrigazione su larga scala, come i canali e i dighe, per sfruttare le acque dei fiumi Tigri e Eufrate.
- Antico Egitto: utilizzo di tecniche di irrigazione basate sulle piene del Nilo, costruzione di sistemi di pompaggio e di canali per distribuire l'acqua.
- Cina: sviluppo di tecniche di coltivazione intensive, come la rotazione delle colture e l'uso di fertilizzanti organici, per aumentare la produttività del suolo.
- Grecia e Roma: introduzione di nuovi strumenti agricoli, come l'aratro romano e il giogo a forcella, per migliorare l'efficienza del lavoro agricolo.
- Impero Inca: costruzione di terrazze coltivate sulle Ande per sfruttare i pendii delle montagne per l'agricoltura.

### Storia medievale

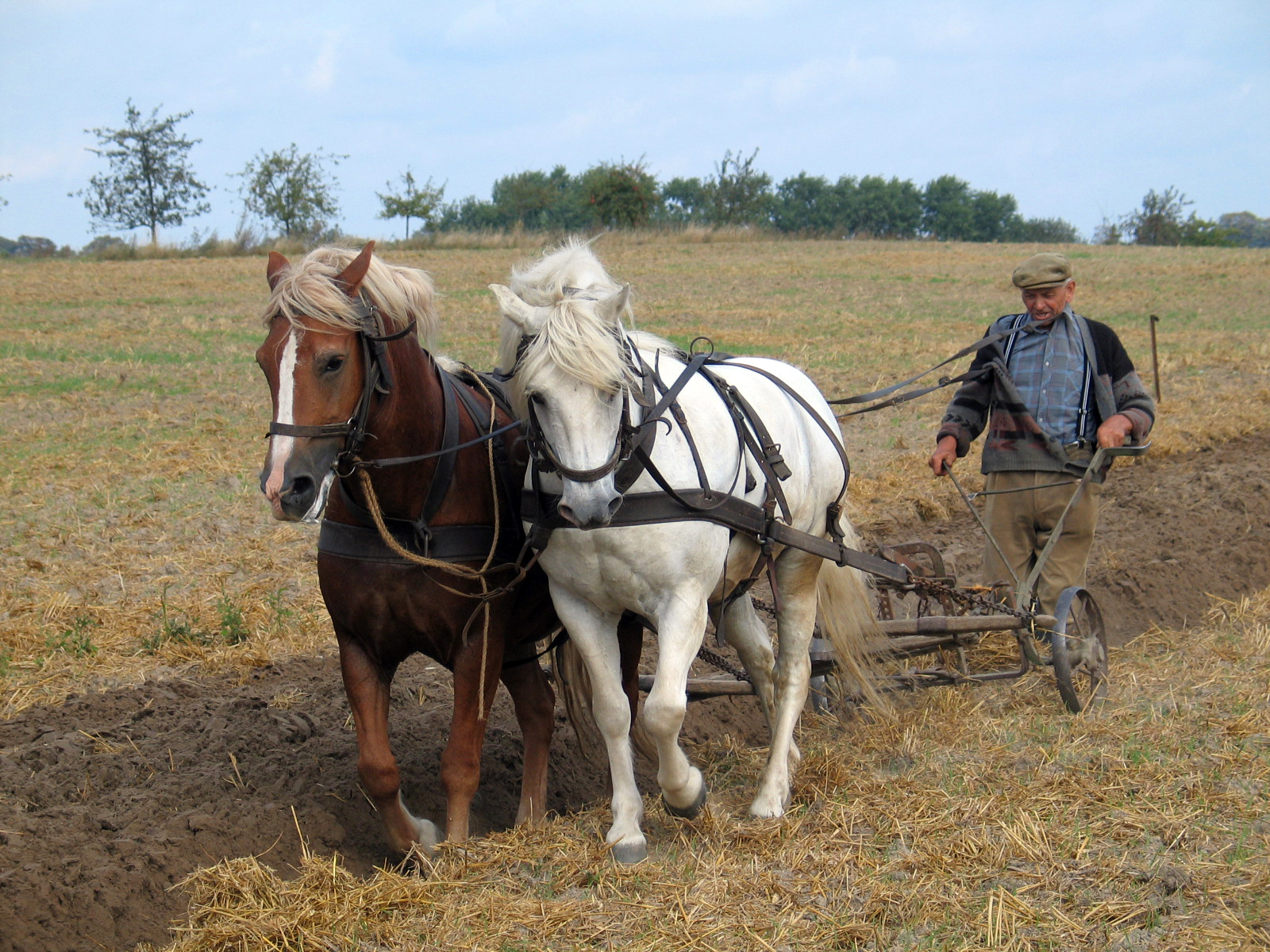
Un contadino lavora la terra con un tradizionale aratro trainato da cavalli

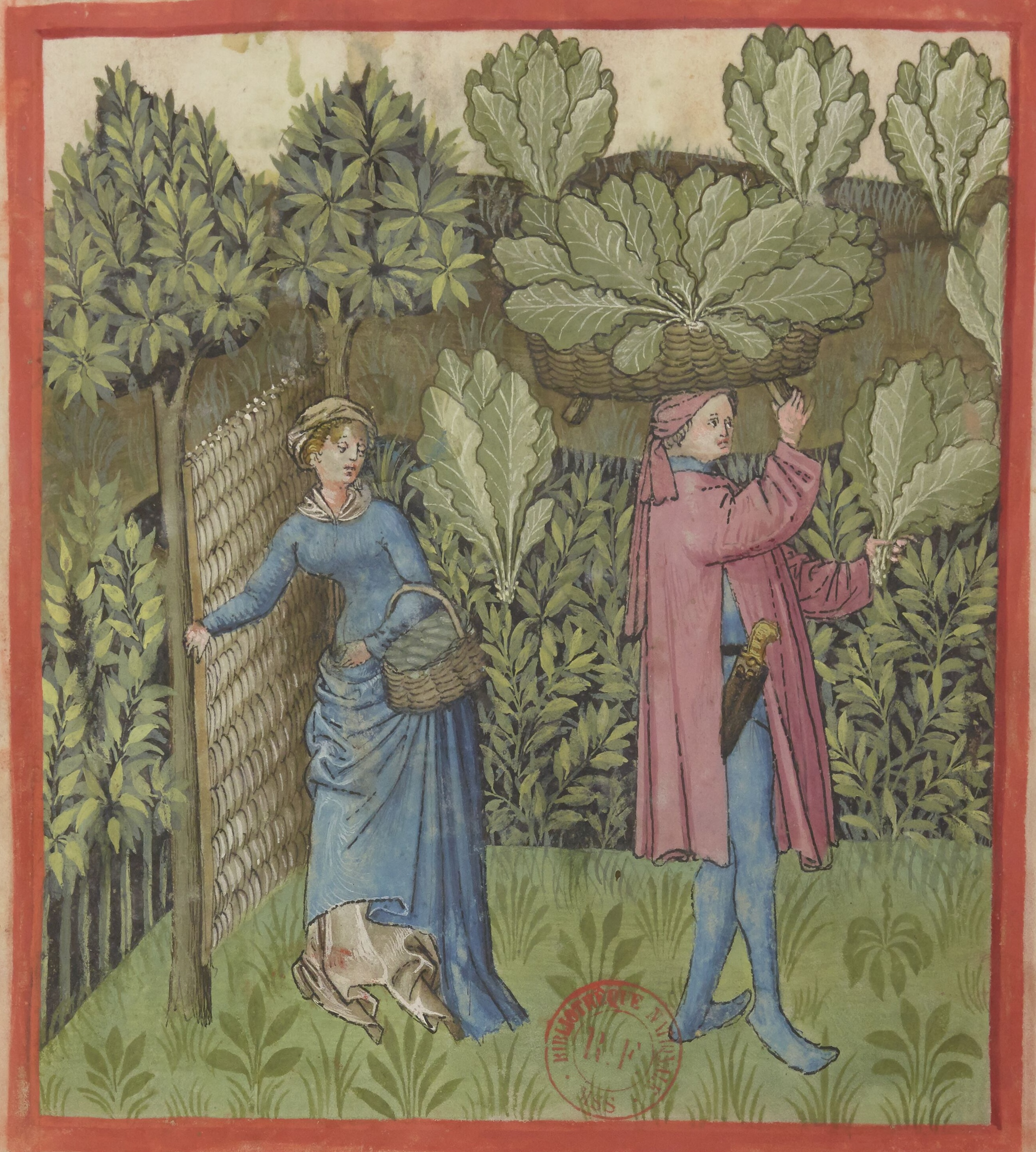
La raccolta dei cavoli; Tacuinum Sanitatis, XV secolo.

Il Medioevo ha rappresentato un periodo di significative trasformazioni per la tecnologia rurale, caratterizzato da innovazioni che hanno contribuito ad aumentare la produttività agricola e a migliorare le condizioni di vita nelle campagne.
Innovazioni chiave:
- Mulino a vento: Introdotto nell'Europa occidentale dall'VIII secolo, ha permesso di macinare il grano in modo più efficiente e rapido rispetto alla forza umana o animale, liberando manodopera per altre attività agricole.
- Aratro a versoio: Diffusosi a partire dall'XI secolo, ha rivoluzionato la lavorazione del terreno, permettendo di arare più a fondo e con maggiore facilità, migliorando così la fertilità del suolo e la resa dei raccolti.
- Sistema feudale: Struttura sociale dominante nel Medioevo, ha favorito la diffusione di conoscenze agricole e di tecniche di gestione del territorio attraverso il lavoro dei contadini e la supervisione dei signori feudali.
- Nuove colture: Introduzione di colture provenienti da altre regioni, come il riso in Italia e la patata in Europa settentrionale, ha ampliato la varietà di prodotti alimentari e migliorato la dieta delle popolazioni.
- Miglioramento dell'allevamento: Sviluppo di tecniche di allevamento più efficaci, come la selezione di razze animali più produttive e l'utilizzo di foraggi migliori, ha aumentato la produzione di carne, latte e altri prodotti di origine animale.

Impatto sull'agricoltura:
- Aumento della produttività: Le innovazioni tecnologiche e l'introduzione di nuove colture hanno portato ad un aumento significativo della produzione agricola, permettendo di soddisfare una popolazione in crescita e di generare eccedenze alimentari.
- Specializzazione regionale: Le diverse condizioni climatiche e geografiche hanno favorito la specializzazione delle regioni nella produzione di determinate colture o nell'allevamento di specifici animali.
- Sviluppo del commercio: L'aumento degli eccedenzi alimentari ha favorito lo sviluppo del commercio locale e interregionale, creando nuove opportunità di scambio e arricchendo le economie rurali.
- Miglioramento della dieta: La diversificazione delle colture e l'aumento della produzione di carne e latticini hanno migliorato la qualità dell'alimentazione delle popolazioni, riducendo i periodi di carestia e di malnutrizione.

### Storia moderna

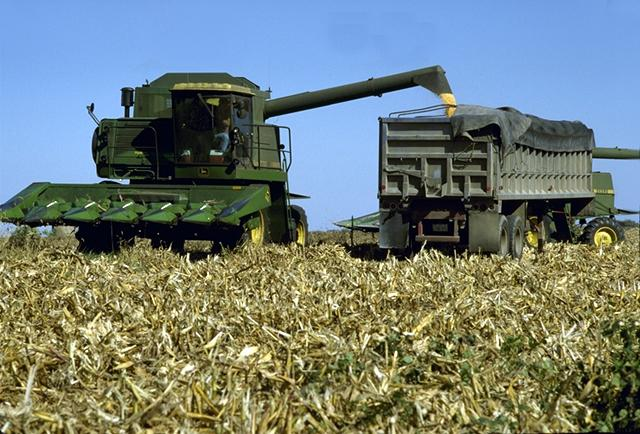
Una mietitrebbiatrice in azione.

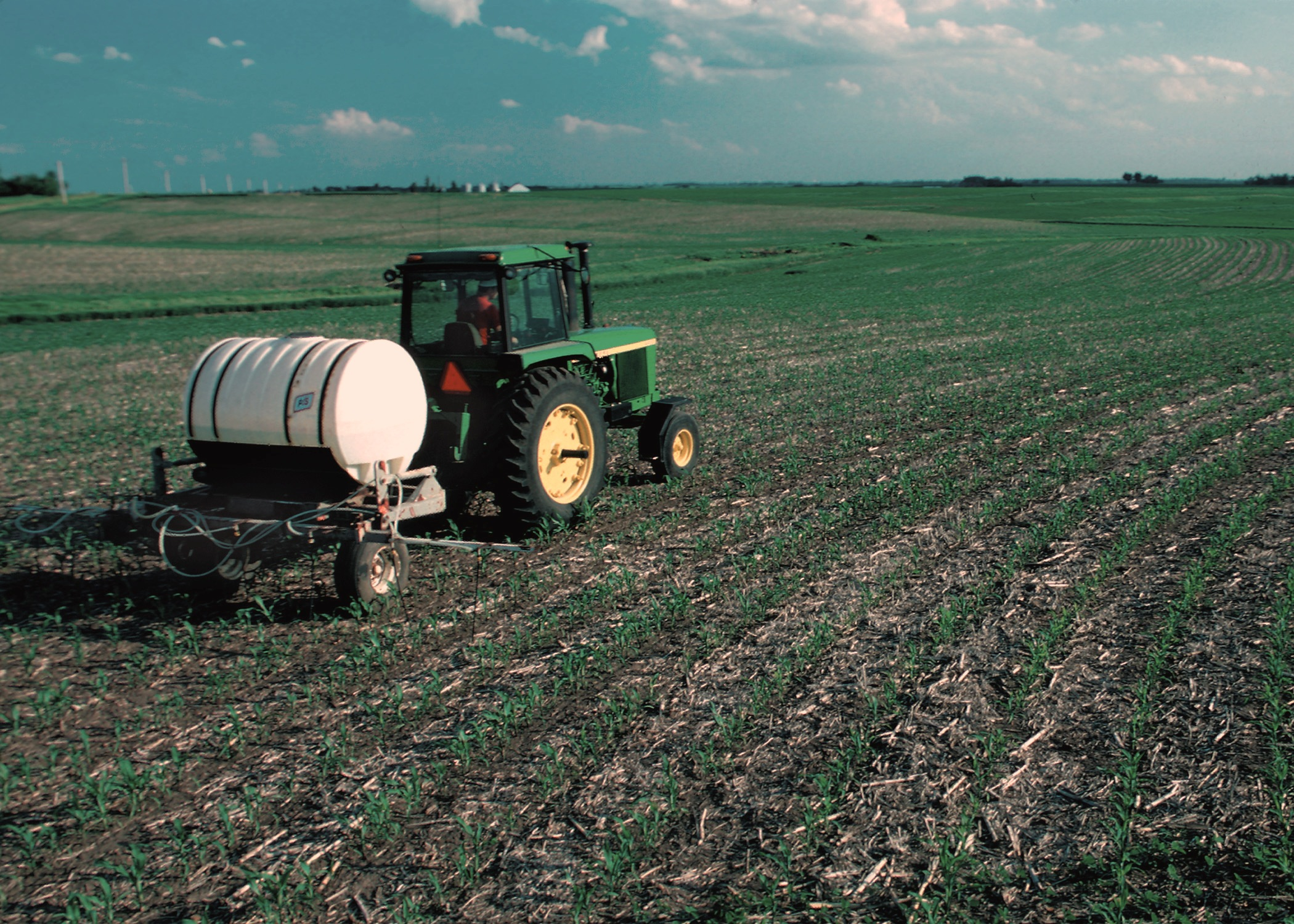
Fertilizzante azotato applicato alla coltivazione del mais in un campo nella contea di Hardin, Iowa

L'epoca moderna ha vissuto una vera e propria rivoluzione nella tecnologia rurale, caratterizzata da innovazioni radicali che hanno trasformato per sempre il settore agricolo e la società nel suo complesso.
Le principali innovazioni:
- Meccanizzazione agraria: L'introduzione di macchine agricole, come la mietitrice meccanica e la trebbiatrice, ha permesso di aumentare notevolmente la produttività del lavoro e di ridurre la manodopera necessaria nei campi.
- Motore a vapore: L'invenzione del motore a vapore nel XVIII secolo ha avuto un impatto profondo sull'agricoltura, fornendo una nuova fonte di energia per azionare macchine agricole, sistemi di irrigazione e mezzi di trasporto.
- Fertilizzanti chimici: Lo sviluppo di fertilizzanti chimici nel XIX secolo ha permesso di aumentare significativamente la resa dei terreni e di sostenere una popolazione in rapida crescita.
- Pesticidi: L'introduzione dei pesticidi ha contribuito a ridurre le perdite di raccolti causate da insetti e malattie, aumentando ulteriormente la produttività agricola.

Impatto sulla società:
- Esodo rurale: La meccanizzazione dell'agricoltura ha portato a una diminuzione della manodopera necessaria nei campi, favorendo l'esodo dalle campagne verso le città in cerca di nuove opportunità di lavoro.
- Aumento della produzione alimentare: Le innovazioni tecnologiche hanno permesso di aumentare notevolmente la produzione di cibo, contribuendo a sfamare una popolazione in crescita e a ridurre i periodi di carestia.
- Sviluppo dell'agroindustria: La meccanizzazione e l'utilizzo di fertilizzanti e pesticidi hanno favorito la nascita e lo sviluppo dell'agroindustria, con la trasformazione e la commercializzazione su larga scala dei prodotti agricoli.
- Cambiamenti nei regimi alimentari: L'aumento della produzione di carne e latticini ha portato a cambiamenti nei regimi alimentari delle popolazioni, con un consumo maggiore di proteine animali.

Oltre alle innovazioni tecnologiche, altri fattori hanno contribuito al progresso dell'agricoltura moderna:
- Ricerca scientifica: Sviluppo di nuove conoscenze in agronomia, botanica e zootecnia per migliorare le tecniche di coltivazione e allevamento.
- Miglioramento delle infrastrutture: Costruzione di strade, ferrovie e sistemi di irrigazione per facilitare il trasporto dei prodotti agricoli e l'accesso all'acqua.
- Politiche agricole: Introduzione di politiche governative a sostegno dell'agricoltura, come sussidi, controlli della produzione e programmi di ricerca.

### Storia contemporanea

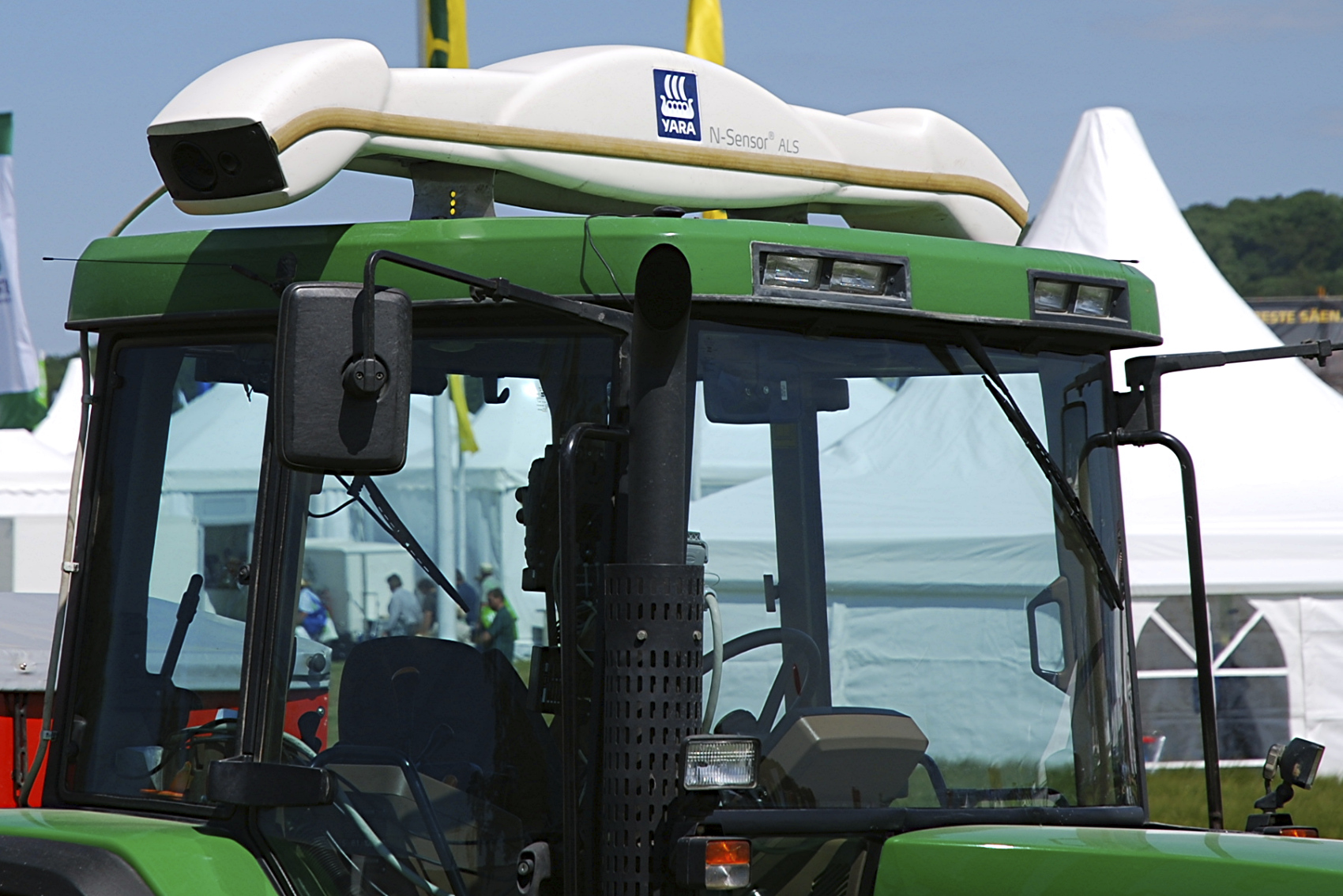
"N-Sensor ALS" Yara montato sul tettuccio di una trattrice – un sistema che registra la luce riflessa dalla copertura vegetale, calcola gli apporti per la concimazione e varia la quantità di fertilizzante distribuita

La storia contemporanea della tecnologia rurale è segnata da un susseguirsi di sfide e opportunità, con l'obiettivo di rispondere alle esigenze di una popolazione in crescita, di tutelare l'ambiente e di garantire la sicurezza alimentare.
Sfide principali:
- Aumento della domanda di cibo: Nutrire una popolazione globale in costante crescita richiede un aumento della produzione agricola, ponendo pressione sulle risorse naturali e sull'ambiente.
- Cambiamenti climatici: L'aumento delle temperature, i fenomeni meteorologici estremi e la scarsità di acqua minacciano la produzione agricola in diverse regioni del mondo.
- Degrado del suolo: L'utilizzo intensivo di prodotti chimici, l'erosione e la salinizzazione del suolo riducono la fertilità dei terreni e la loro capacità produttiva.
- Perdita di biodiversità: L'agricoltura industriale e la diffusione di varietà vegetali ad alto rendimento mettono a rischio la biodiversità agricola e la resilienza degli ecosistemi.

Opportunità per l'innovazione:
- Agricoltura di precisione: L'utilizzo di tecnologie come GPS, sensori e droni permette di ottimizzare l'uso di risorse, come acqua, fertilizzanti e pesticidi, aumentando l'efficienza e la sostenibilità della produzione.
- Agricoltura biologica: Un approccio che esclude l'uso di prodotti chimici di sintesi e favorisce la fertilità naturale del suolo, la biodiversità e la salute dell'ambiente.
- Biotecnologie: Lo sviluppo di nuove varietà vegetali più resistenti a malattie, parassiti e stress ambientali può contribuire ad aumentare la produttività e la resilienza dell'agricoltura.
- Agricoltura verticale: La coltivazione di ortaggi e frutta in ambienti controllati, come serre e grattacieli, permette di ottimizzare lo spazio, ridurre l'impatto ambientale e aumentare la produzione in zone urbane o con climi sfavorevoli.
- Agricoltura digitale: L'utilizzo di piattaforme online, app e big data facilita la comunicazione tra agricoltori, la gestione delle informazioni e l'accesso a nuovi mercati.

## Agronomia

### Ambiente climatico

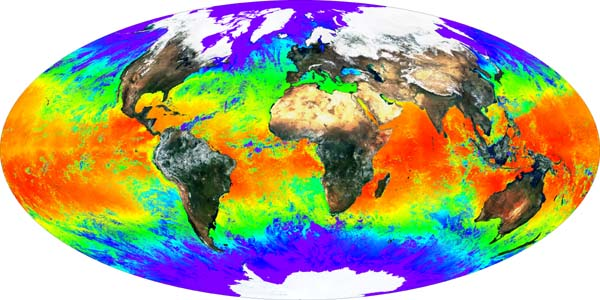
Distribuzione della temperatura sulla superficie terrestre. In rosso le aree a temperatura più elevata, in blu le aree a temperatura meno elevata (NASA).

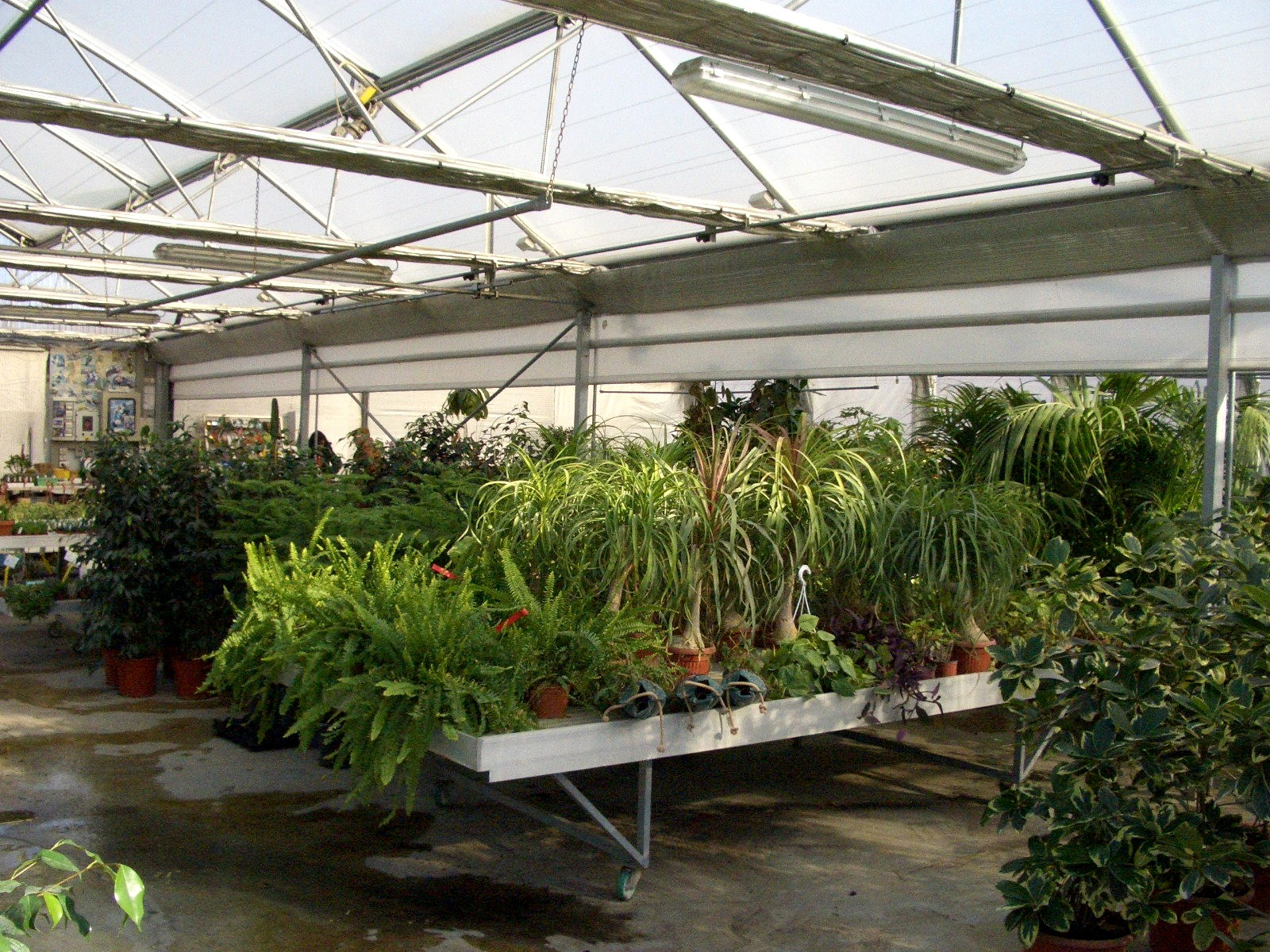
Interno di una serra.

Nell'ambito della tecnologia rurale, il concetto di ambiente climatico assume un ruolo fondamentale per lo sviluppo di soluzioni agricole sostenibili e resilienti ai cambiamenti climatici.
L'ambiente climatico comprende una serie di fattori che influenzano la produzione agricola, tra cui:
- Temperatura: influenza la crescita e lo sviluppo delle colture, la fotosintesi e la maturazione dei frutti.
- Precipitazioni: quantità e distribuzione delle piogge influenzano la disponibilità di acqua per le colture, il rischio di siccità e di inondazioni.
- Umidità: influenza la traspirazione delle piante, la proliferazione di malattie e la conservazione dei prodotti agricoli.
- Vento: può causare danni alle colture, favorire la diffusione di malattie e influenzare l'impollinazione.
- Radiazione solare: influenza la fotosintesi e la maturazione dei frutti.

La tecnologia rurale si concentra sulla comprensione e la gestione di questi fattori climatici per ottimizzare la produzione agricola e ridurre l'impatto ambientale.
Esempi di come la tecnologia rurale considera l'ambiente climatico:
- Scelta di colture adatte al clima locale: selezionare varietà che siano resistenti a stress idrici, salini o termici.
- Tecniche di irrigazione efficienti: utilizzare sistemi di irrigazione a goccia o di precisione per ridurre l'evaporazione e lo spreco di acqua.
- Agricoltura conservativa: pratiche come la pacciamatura e la rotazione delle colture per migliorare la ritenzione idrica del suolo e ridurre l'erosione.
- Serre e colture protette: creare ambienti controllati per proteggere le colture da condizioni climatiche avverse.
- Agricoltura di precisione: utilizzare sensori e dati per monitorare le condizioni climatiche e ottimizzare l'uso di risorse come acqua, fertilizzanti e pesticidi.

La tecnologia rurale gioca un ruolo cruciale nell'adattamento dell'agricoltura ai cambiamenti climatici, che si manifestano con eventi meteorologici più estremi come siccità, inondazioni, gelate e grandinate.
- Sviluppo di varietà resistenti: creare colture in grado di tollerare stress idrici, salini o termici.
- Sistemi di irrigazione resilienti: progettare infrastrutture per la gestione dell'acqua che siano in grado di affrontare periodi di siccità o di eccessi di pioggia.
- Agricoltura climatica intelligente: utilizzare tecnologie innovative per monitorare il clima, prevedere i rischi e prendere decisioni informate per la gestione delle colture.

L'ambiente climatico è un elemento fondamentale da considerare nella tecnologia rurale per lo sviluppo di un'agricoltura sostenibile, resiliente e produttiva. La comprensione e la gestione dei fattori climatici sono essenziali per ottimizzare la produzione, ridurre l'impatto ambientale e affrontare le sfide poste dai cambiamenti climatici.

### Terreno

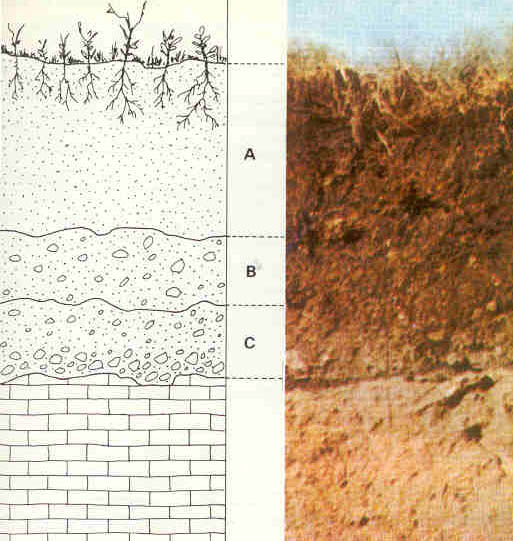
Profilo di suolo A, B, and C rappresentano tre orizzonti riconoscibili nella sezione di un suolo secondo la notazione creata da Vasily Dokuchaev, il fondatore della pedologia; A è il topsoil; B è regolito; C è il saprolite, il livello sottostante rappresenta la roccia non ancora degradata (bedrock)

Il terreno è una risorsa fondamentale nella tecnologia rurale, in quanto rappresenta la base per la produzione agricola. Le sue caratteristiche fisiche, chimiche e biologiche influenzano notevolmente la crescita delle colture e la resa dei raccolti.
Caratteristiche del terreno:
- Tessitura: la dimensione delle particelle che compongono il terreno (sabbia, limo, argilla). Influenza la capacità di drenaggio dell'acqua e la ritenzione idrica.
- Struttura: la disposizione delle particelle del terreno e la presenza di pori. Influenza la permeabilità all'aria e all'acqua, la penetrazione delle radici e la capacità di stoccaggio dell'acqua.
- Composizione chimica: la quantità di nutrienti presenti nel terreno, come azoto, fosforo e potassio. Essenziali per la crescita delle piante.
- Proprietà biologiche: la presenza di microrganismi, funghi e lombrichi nel terreno. Contribuiscono alla fertilità del suolo e alla decomposizione della materia organica.

La tecnologia rurale si concentra sulla gestione del terreno per:
- Migliorare la sua fertilità: apporto di nutrienti attraverso fertilizzanti organici o minerali, fissazione dell'azoto da parte delle leguminose, rotazione delle colture.
- Ottimizzare la struttura del terreno: lavorazioni del terreno, utilizzo di ammendanti come compost o letame, pratiche di agricoltura conservativa.
- Preservare la salute del suolo: riduzione dell'uso di pesticidi chimici, lotta all'erosione, gestione sostenibile dell'acqua.

La gestione sostenibile del terreno è fondamentale per:
- Aumentare la produttività agricola: un terreno sano produce colture più vigorose e con rese più elevate.
- Ridurre l'impatto ambientale: un terreno ben gestito trattiene meglio l'acqua, riduce l'erosione e diminuisce la necessità di utilizzare fertilizzanti e pesticidi chimici.
- Promuovere la biodiversità: un terreno sano ospita una ricca comunità di microrganismi e invertebrati che contribuiscono alla sua fertilità e resilienza.

Il terreno è una risorsa preziosa e non rinnovabile. La tecnologia rurale ha il compito di tutelare e valorizzare questo bene attraverso pratiche di gestione sostenibile che ne preservino la fertilità, la funzionalità e la biodiversità per garantire la sicurezza alimentare e la salute del pianeta per le generazioni future.

### Tecniche agronomiche

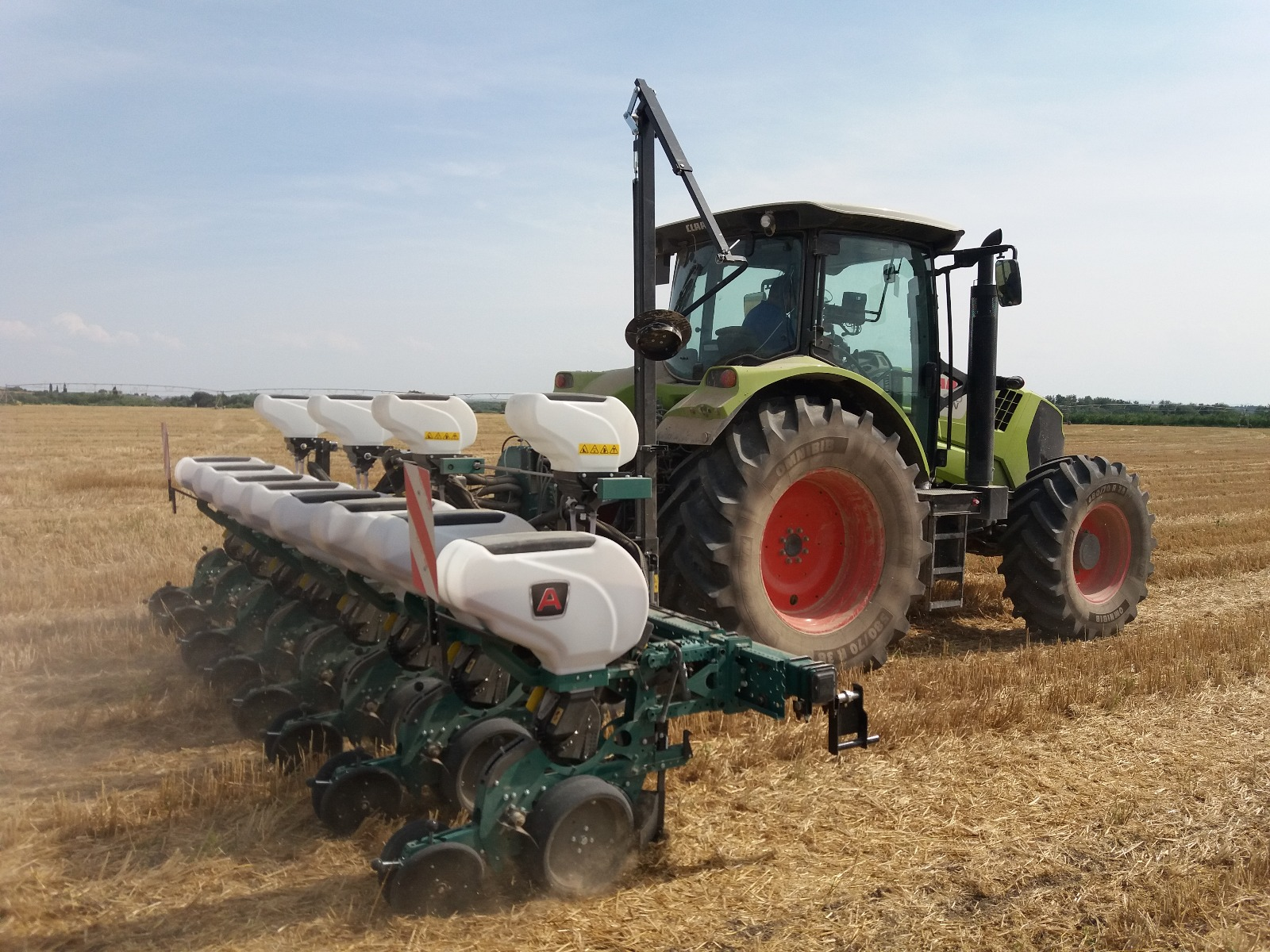
Una seminatrice di precisione utilizzata per semina su sodo

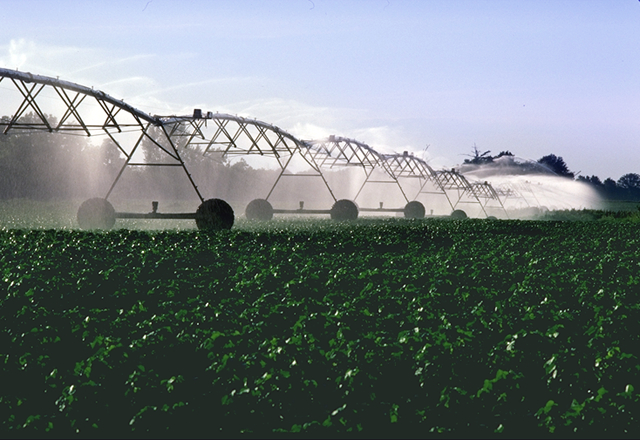
Tecnica di irrigazione di un campo agricolo che impiega l'utilizzo di un pivot

Le tecniche agronomiche rappresentano l'insieme di pratiche agricole messe in atto per ottimizzare la produzione vegetale e garantire la sostenibilità ambientale. Si basano su conoscenze scientifiche e principi di ingegneria agraria per gestire i fattori che influenzano la crescita delle colture, come il terreno, l'acqua, i nutrienti, il clima e le avversità.
Obiettivi principali delle tecniche agronomiche:
- Aumentare la produttività agricola: ottenere rese più elevate di colture di qualità superiore.
- Migliorare la qualità del suolo: preservare la fertilità, la struttura e la funzionalità del terreno.
- Ridurre l'impatto ambientale: minimizzare l'uso di risorse come acqua, energia e agrofarmaci, e contenere l'inquinamento.
- Promuovere la biodiversità: favorire la presenza di una varietà di organismi viventi nell'agroecosistema.

Esempi di tecniche agronomiche:
- Lavorazione del terreno: aratura, fresatura, erpicatura per migliorare la struttura e la porosità del suolo.
- Semina: tecniche di semina adeguate alle diverse colture e condizioni climatiche.
- Concimazione: apporto di nutrienti al terreno per soddisfare le esigenze delle colture.
- Irrigazione: fornitura di acqua alle colture quando necessario, con tecniche efficienti per minimizzare gli sprechi.
- Controllo delle erbe infestanti: metodi meccanici, chimici o biologici per eliminare le erbe che competono con le colture per nutrienti, acqua e luce.
- Lotta contro le malattie e i parassiti: utilizzo di metodi preventivi e di controllo, come la rotazione delle colture, l'uso di varietà resistenti e i trattamenti fitosanitari se necessari.
- Sfruttamento delle risorse naturali: utilizzo di luce solare, acqua piovana e biodiversità per ridurre l'impatto ambientale.
- Aridocoltura: insieme degli accorgimenti volti a consentire la coltivazione in ambiente arido, cioè in assenza di irrigazione ed in presenza di precipitazioni minime.

Le tecniche agronomiche si evolvono continuamente per adattarsi alle nuove esigenze e alle sfide del settore agricolo. L'agricoltura di precisione, l'agricoltura biologica e l'agricoltura conservativa sono alcuni esempi di approcci innovativi che integrano le conoscenze tradizionali con le tecnologie più recenti.
La scelta delle tecniche agronomiche più adatte dipende da diversi fattori:
- Tipo di coltura: le esigenze di ogni coltura in termini di nutrienti, acqua, clima e condizioni del terreno.
- Condizioni climatiche: la quantità e la distribuzione delle precipitazioni, le temperature medie e gli eventi climatici estremi.
- Caratteristiche del terreno: la tessitura, la struttura, la composizione chimica e la fertilità del suolo.
- Disponibilità di risorse: acqua, energia e manodopera.
- Obiettivi aziendali: massimizzazione della resa, miglioramento della qualità del prodotto, riduzione dell'impatto ambientale.

L'adozione di tecniche agronomiche appropriate è fondamentale per:
- Garantire la sicurezza alimentare: produrre cibo in quantità sufficiente e di qualità per una popolazione in crescita.
- Proteggere l'ambiente: ridurre l'inquinamento, la perdita di biodiversità e il degrado del suolo.
- Promuovere uno sviluppo rurale sostenibile: creare opportunità economiche e migliorare la qualità della vita nelle aree rurali.

Le tecniche agronomiche rappresentano uno strumento fondamentale per un'agricoltura moderna, efficiente e sostenibile, in grado di rispondere alle sfide del presente e del futuro. La loro applicazione consapevole e razionale è essenziale per garantire la produzione di cibo sano e nutriente, nel rispetto dell'ambiente e per il benessere delle generazioni a venire.

## Coltivazioni

### Coltivazioni erbacee

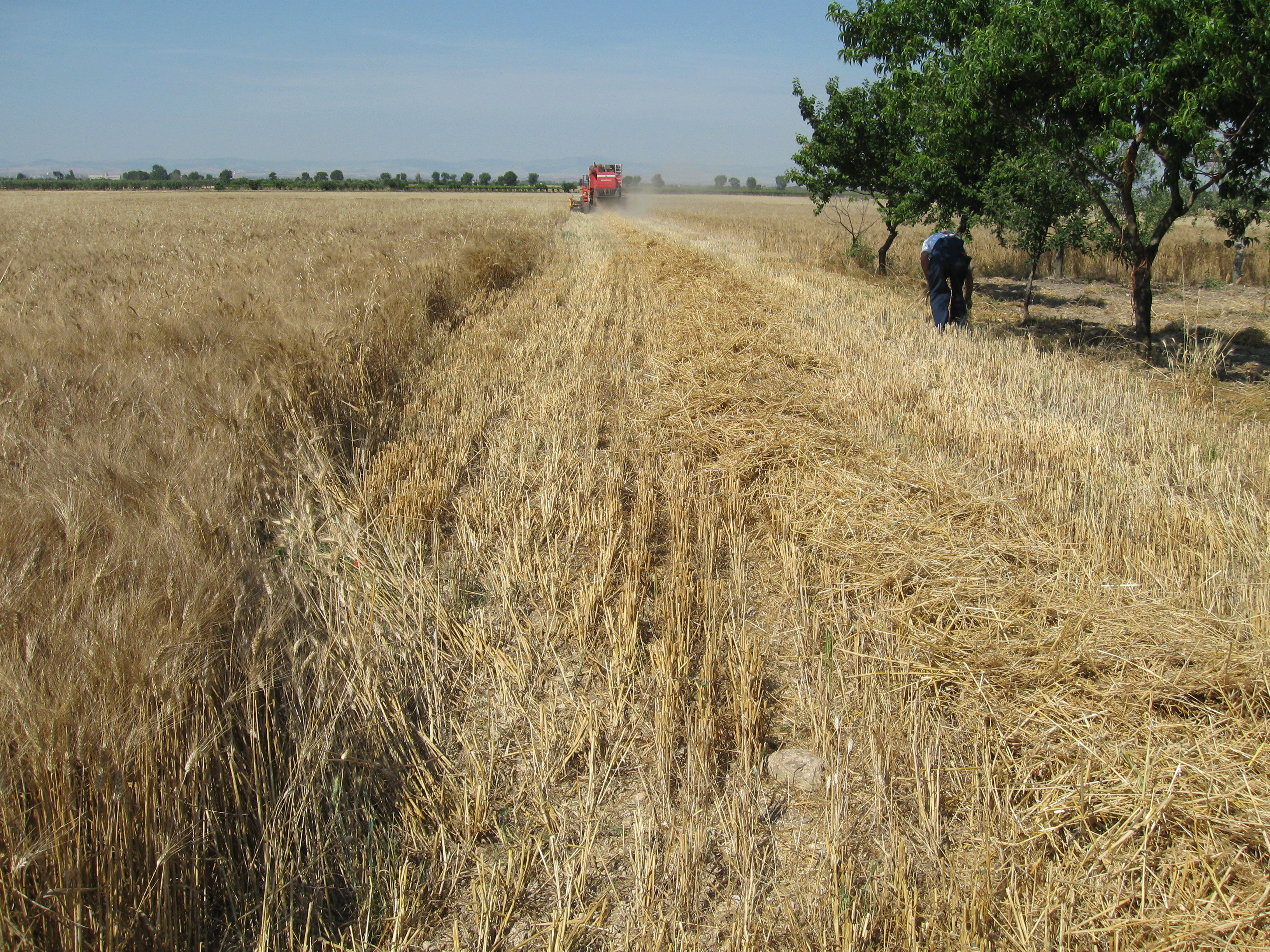
Raccolta grano con mietitrebbiatrice.

Le coltivazioni erbacee rappresentano una componente fondamentale dell'agricoltura, fornendo all'uomo cibo, foraggio per gli animali e materie prime per diverse industrie. La tecnologia rurale si occupa di ottimizzare la gestione di queste colture per aumentarne la produttività, la qualità e la sostenibilità ambientale.
Tipologie di coltivazioni erbacee:
- Cereali: grano, mais, riso, orzo, avena, segale. Sono la base dell'alimentazione umana in molte parti del mondo e forniscono carboidrati, proteine e fibre.
- Leguminose: fagioli, ceci, lenticchie, piselli, soia. Sono importanti fonti di proteine vegetali e azoto per il terreno, grazie alla loro capacità di fissarlo dall'atmosfera.
- Oleaginose: girasole, colza, soia, arachidi. Producono oli vegetali utilizzati per l'alimentazione umana, l'industria alimentare e la produzione di biodiesel.
- Ortaggi: pomodori, peperoni, melanzane, zucchine, insalate. Sono ricchi di vitamine, minerali e fibre e rappresentano un elemento importante di una dieta sana.
- Fibrerie: cotone, lino, canapa. Le loro fibre vengono utilizzate per la produzione di tessuti, carta e altri prodotti industriali.
- Foraggere: erbe, trifoglio, medica. Sono coltivate per nutrire gli animali da allevamento e forniscono loro nutrienti essenziali per la crescita e la produzione.

### Coltivazioni arboree

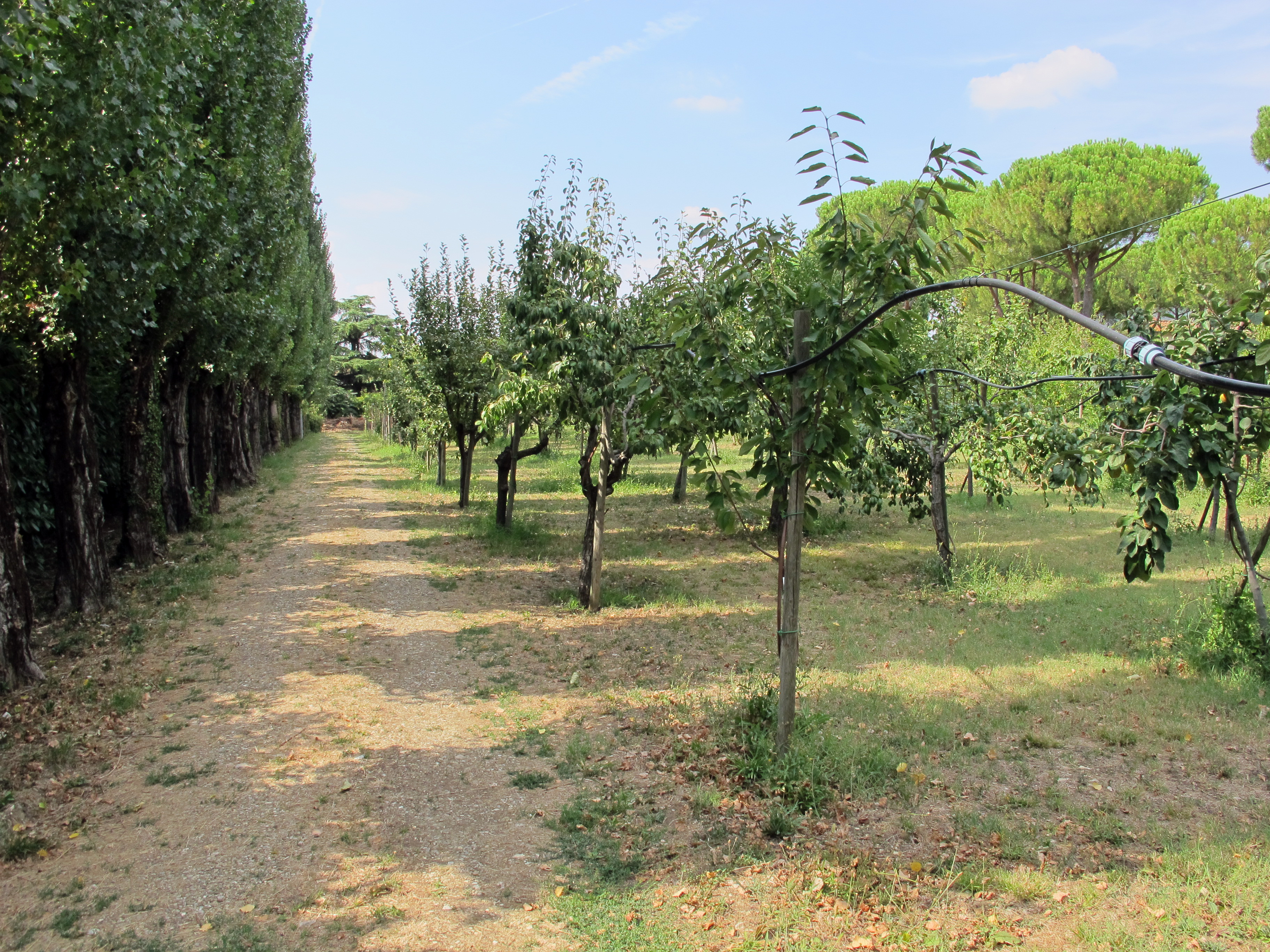
Frutteto di Villa Le Brache, (Firenze).

Le coltivazioni arboree ricoprono un ruolo fondamentale nell'agricoltura, fornendo all'uomo preziosi frutti, legname e altri prodotti di grande valore. La tecnologia rurale si concentra sullo sviluppo di pratiche e tecniche per ottimizzare la gestione di queste colture, garantendo una produzione di alta qualità nel rispetto dell'ambiente.
Tipologie di coltivazioni arboree:
- Da frutto: alberi coltivati per la produzione di frutti, come mele, pere, pesche, agrumi, uva, drupe (ciliegie, prugne, albicocche), frutti tropicali (mango, ananas, banane).
- Forestali: alberi coltivati per la produzione di legname, come conifere (pino, abete, larice) e latifoglie (faggio, rovere, castagno).
- Arboree da legno: alberi coltivati per la produzione di legno pregiato per mobilio, strumenti musicali e altri usi industriali, come noce, mogano, ebano.
- Olivo: coltura specializzata per la produzione di olive e olio d'oliva, un alimento fondamentale nella dieta mediterranea.
- Vite: coltura specializzata per la produzione di uva e vino, una bevanda apprezzata in tutto il mondo.

## Zootecnica

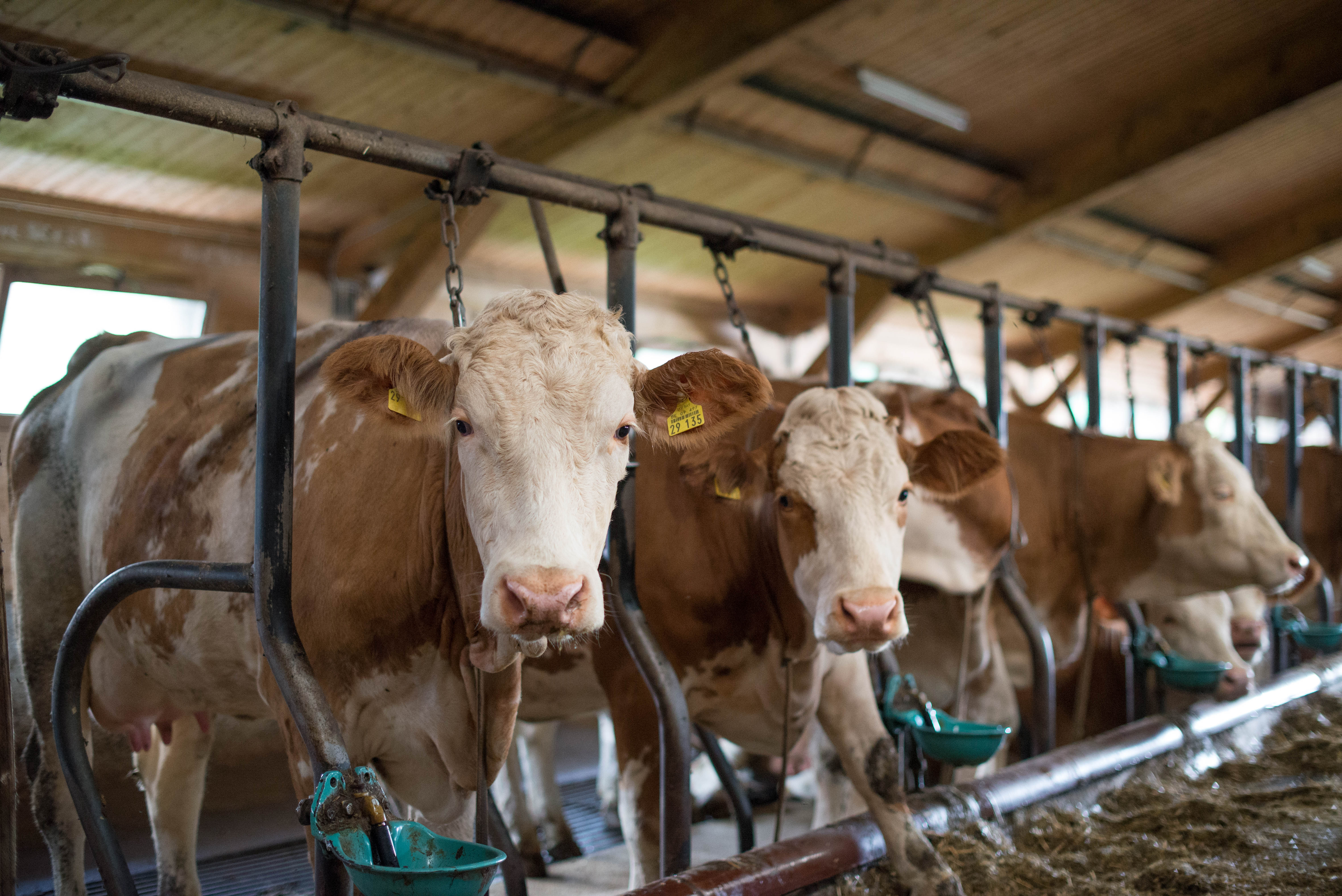
Bovini in una stalla

La zootecnica rappresenta una branca fondamentale della tecnologia rurale che si occupa dell'allevamento di animali domestici per la produzione di cibo, fibre, pelli e altri prodotti utili all'uomo. L'obiettivo principale della zootecnica è quello di ottimizzare le pratiche di allevamento per garantire una produzione di alta qualità nel rispetto del benessere animale e dell'ambiente.
Tipi di allevamenti zootecnici:
- Allevamento bovino: produzione di latte, carne e pelli. L'allevamento bovino è il più diffuso al mondo e fornisce una fonte importante di proteine e calcio per l'alimentazione umana.
- Allevamento suino: produzione di carne e salumi. L'allevamento suino è un'attività economica importante in molte regioni del mondo e fornisce una carne ricca di proteine e dal prezzo accessibile.
- Allevamento avicolo: produzione di uova, carne e piume. L'allevamento avicolo è un settore in rapida crescita, grazie alla domanda di prodotti avicoli da parte dei consumatori.
- Allevamento ovino e caprino: produzione di latte, carne, lana e pelli. L'allevamento ovino e caprino è particolarmente diffuso in aree con climi aridi e semidesertici, dove rappresenta una fonte importante di proteine e latte per le popolazioni locali.
- Apicoltura: produzione di miele, polline, pappa reale e cera. L'apicoltura svolge un ruolo importante nell'impollinazione delle colture e nella conservazione della biodiversità.
- Itticoltura: allevamento di pesci e altri organismi acquatici per la produzione di cibo. L'itticoltura è un settore in crescita con un grande potenziale per soddisfare la domanda di proteine alimentari in un mondo in cui la popolazione è in aumento.

Fattori che influenzano la produzione zootecnica:
- Genetica: caratteristiche genetiche degli animali, come la resa lattea, la velocità di crescita e la resistenza alle malattie. La scelta di razze animali adatte alle condizioni locali e alle esigenze produttive è importante per il successo dell'allevamento.
- Alimentazione: qualità e quantità del cibo fornito agli animali. Una dieta equilibrata e nutriente è essenziale per la salute, la crescita e la produttività degli animali.
- Gestione dell'allevamento: condizioni di allevamento, come igiene, spazio disponibile, accesso all'acqua e alle cure veterinarie. Una gestione adeguata degli animali è fondamentale per il loro benessere e per la qualità dei prodotti.
- Sanità animale: controllo e prevenzione di malattie e parassiti che possono colpire gli animali e ridurre la loro produttività.

Sfide per la zootecnica:
- Impatto ambientale: l'allevamento intensivo può avere un impatto negativo sull'ambiente, causando inquinamento delle acque, emissioni di gas serra e deforestazione.
- Benessere animale: le condizioni di allevamento in alcuni sistemi intensivi possono causare sofferenza e stress agli animali.
- Sicurezza alimentare: garantire la sicurezza dei prodotti zootecnici dai contaminanti e dalle malattie trasmissibili all'uomo è una sfida importante per la salute pubblica.
- Sostenibilità economica: la redditività degli allevamenti è spesso messa a dura prova da fattori come i fluttuanti prezzi dei prodotti agricoli e i costi di produzione.

Tecnologie innovative per la zootecnica:
- Agricoltura di precisione: utilizzo di tecnologie come sensori, RFID e droni per monitorare gli animali in modo preciso e ottimizzare l'alimentazione, l'acqua e le cure veterinarie.
- Allevamento biologico: metodo di allevamento che esclude l'uso di antibiotici, ormoni della crescita e OGM, e favorisce il benessere animale e la tutela dell'ambiente.
- Biotecnologie: sviluppo di nuove tecniche di riproduzione animale e di selezione genetica per migliorare la produttività e la resistenza alle malattie degli animali.
- Economia circolare: utilizzo dei sottoprodotti dell'allevamento, come i liquami e i resti di foraggi, per la produzione di energia o di fertilizzanti organici.

## Industrie agrarie

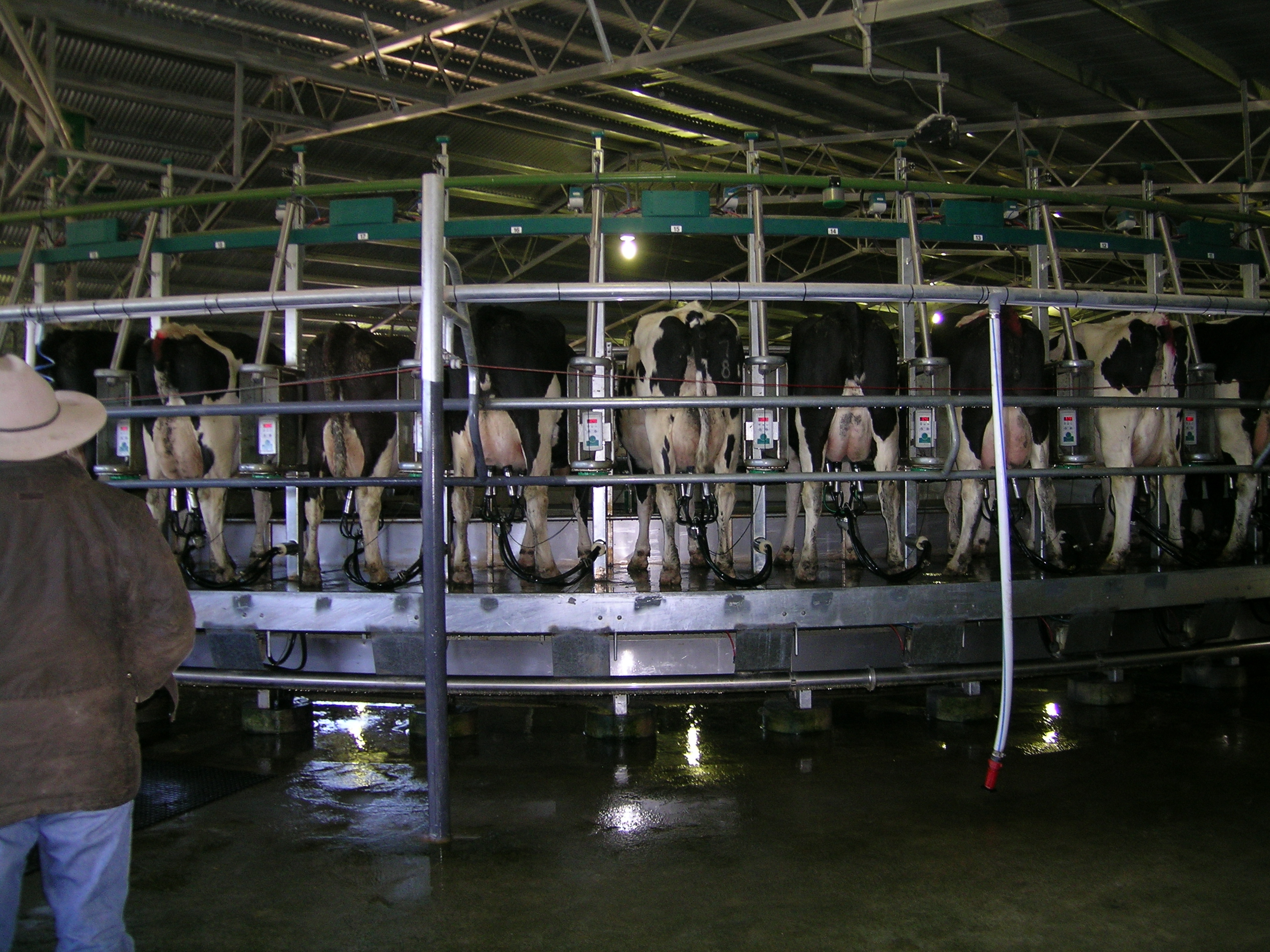
Caseificio rotativo da 80 posti completamente informatizzato che registra la produzione di latte.

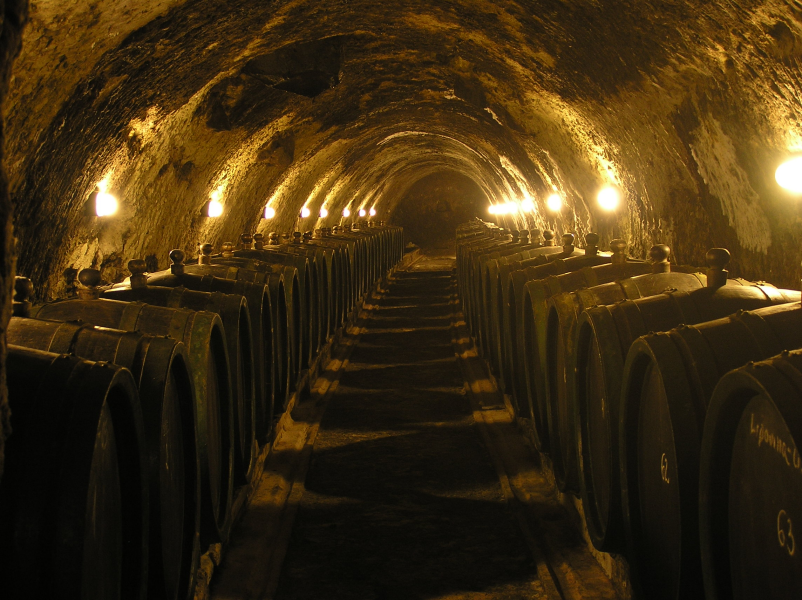
Un'antica cantina per la maturazione del vino in botti

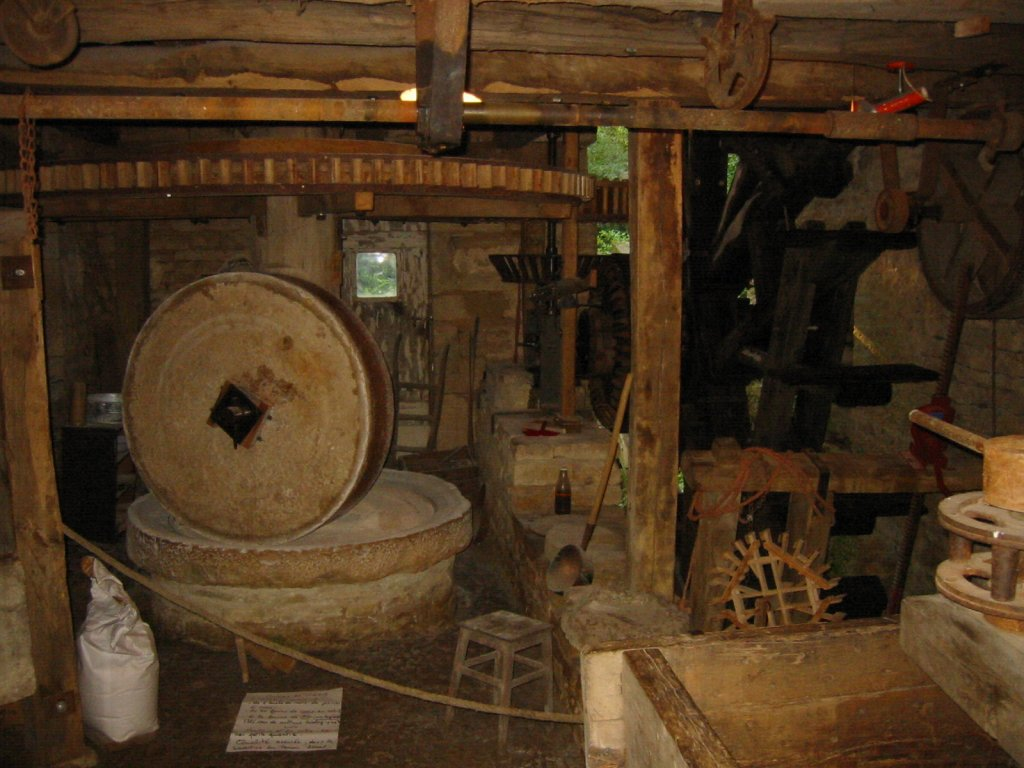
Un antico frantoio nella Franca Contea, Francia. Strutture di questo tipo sono incompatibili con i requisiti di qualità oggi richiesti ed hanno solo un valore storico e culturale.

Le industrie agrarie rappresentano un settore fondamentale della tecnologia rurale, occupandosi della trasformazione, conservazione e commercializzazione dei prodotti agricoli. Il loro ruolo è quello di aggiungere valore alle materie prime agricole, rendendole più durevoli, consumabili e commerciabili sui mercati nazionali e internazionali.
Tipi di industrie agrarie:
- Industrie alimentari: trasformano i prodotti agricoli in alimenti, come pane, pasta, conserve, formaggi, salumi, bevande.
- Industrie di prima trasformazione: estraggono dalle materie prime agricole composti di base, come oli vegetali, zucchero, farina, fibre tessili.
- Industrie di seconda trasformazione: utilizzano i prodotti di prima trasformazione per creare prodotti finiti, come biscotti, cioccolata, prodotti tessili, abbigliamento.
- Industrie di biomasse: trasformano i prodotti agricoli in energia rinnovabile, come biogas, biodiesel, bioetanolo.

Fattori che influenzano le industrie agrarie:
- Disponibilità di materie prime: quantità e qualità dei prodotti agricoli disponibili per la trasformazione.
- Domanda dei consumatori: tendenze del mercato e preferenze dei consumatori per determinati prodotti alimentari o industriali.
- Tecnologia: livello di innovazione tecnologica applicato nei processi di trasformazione e conservazione dei prodotti.
- Normative e regolamentazioni: leggi e normative che regolano la produzione, la trasformazione e la commercializzazione dei prodotti agricoli e alimentari.
- Concorrenza: presenza di aziende concorrenti sul mercato e strategie di marketing adottate dalle diverse imprese.

Sfide per le industrie agrarie:
- Globalizzazione: concorrenza con aziende straniere che possono beneficiare di costi di produzione più bassi.
- Sicurezza alimentare: garantire la qualità e la sicurezza dei prodotti alimentari lungo tutta la filiera produttiva.
- Sostenibilità ambientale: ridurre l'impatto ambientale dei processi di trasformazione e smaltire correttamente i rifiuti industriali.
- Innovazione di prodotto: sviluppare nuovi prodotti alimentari che rispondano alle esigenze e ai gusti dei consumatori.
- Digitalizzazione: adottare tecnologie digitali per migliorare l'efficienza e la tracciabilità dei processi produttivi.

Tecnologie innovative per le industrie agrarie:
- Tecnologie di automazione: utilizzo di robot e sistemi automatizzati per ottimizzare le fasi di produzione e ridurre gli sprechi.
- Tecnologie di conservazione: utilizzo di atmosfere modificate, refrigerazione avanzata e imballaggi innovativi per allungare la shelf life dei prodotti.
- Tecnologie di tracciabilità: sistemi RFID e blockchain per monitorare il flusso delle materie prime e dei prodotti finiti lungo la filiera produttiva.
- Tecnologie di analisi sensoriale: strumenti per valutare la qualità organolettica dei prodotti e garantire standard elevati di gusto e consistenza.
- Tecnologie di stampa 3D: utilizzate per creare alimenti personalizzati o con forme complesse.

Ruolo delle industrie agrarie nella tecnologia rurale:
- Valorizzare i prodotti agricoli: trasformare le materie prime in prodotti ad alto valore aggiunto, creando opportunità di mercato e reddito per gli agricoltori.
- Soddisfare la domanda alimentare: garantire la disponibilità di cibo sicuro, nutriente e accessibile a una popolazione in crescita.
- Promuovere lo sviluppo rurale: creare posti di lavoro nelle aree rurali e contribuire alla crescita economica locale.
- Contribuire alla sostenibilità ambientale: adottare pratiche produttive ecocompatibili e ridurre l'impatto ambientale delle filiere agroalimentari.
- Sviluppare innovazione di prodotto e processo: rispondere alle esigenze dei consumatori e alle sfide del mercato globale.

### Industria lattiero casearia
Il caseificio rappresenta una branca importante della tecnologia agraria che si occupa della trasformazione del latte in formaggi, burro, yogurt e altri prodotti lattiero-caseari. Attraverso processi di lavorazione specifici, il latte viene valorizzato e trasformato in prodotti di alta qualità, apprezzati in tutto il mondo per il loro gusto, il loro valore nutrizionale e la loro versatilità in cucina.

### Industria enologica
La cantina vinicola rappresenta un settore cruciale della tecnologia agraria che si occupa della trasformazione dell'uva in vino. Attraverso un processo complesso e affascinante, che coinvolge diverse fasi di lavorazione, l'uva viene valorizzata e trasformata in un prodotto di alta qualità, apprezzato in tutto il mondo per il suo gusto, il suo aroma e la sua complessità.

### Industria olearia
L'industria olearia rappresenta un settore fondamentale della tecnologia agraria che si occupa della trasformazione delle olive in olio extravergine d'oliva, un prodotto di alta qualità apprezzato in tutto il mondo per il suo gusto, il suo aroma e le sue proprietà benefiche per la salute.